# Neckerites pusillus
Neckerites pusillus là một loài rêu trong họ Neckeraceae. Loài này được Ignatov & Perkovsky, Evgeny E. mô tả khoa học đầu tiên năm 2011.